# Andreas Schüle
Andreas Schüle (* 7. Dezember 1968 in Bad Cannstatt) ist ein deutscher evangelischer Theologe und Altorientalist.

## Leben
Andreas Schüle studierte von 1991 bis 1997 evangelische Theologie und Altorientalistik an der Universität Heidelberg. 1998 wurde er mit einer Arbeit zur Syntax der althebräischen Inschriften zum Dr. phil. promoviert. 2001 erfolgte die Promotion zum Dr. theol. im Fach Altes Testament mit einer Arbeit zur Bileamperikope (Num 22–24). Von 1999 bis 2005 war er wissenschaftlicher Angestellter in Heidelberg am Lehrstuhl von Michael Welker. Von 2003 bis 2004 war er zusätzlich Dozent für Hebräisch an der Universität Zürich. Nach der Habilitation 2005 im Fach Altes Testament in Zürich wurde er 2005 zum Associate Professor of Old Testament an das Union Theological Seminary (Richmond, VA) berufen. 2006 wurde er zum Full Service Professor of Old Testament und 2007 zum Aubrey Lee Brooks Professor of Biblical Theology ernannt. Seit 2012 lehrt er als Professor für Theologie und Exegese des Alten Testaments und Leiter der Forschungsstelle Judentum an der Universität Leipzig. Ebenfalls seit 2012 ist er Extraordinary Professor of Biblical Studies an der Universität Stellenbosch (Südafrika) und Gastprofessor am Trinity Theological College (Singapur). Schüle ist Pfarrer im Ehrenamt an der Thomaskirche zu Leipzig und Beirat des Rabbinerseminars zu Berlin.
Seine Forschungsschwerpunkte sind alttestamentliche Theologie und Anthropologie, neuere christliche und jüdische Bibelhermeneutik, Exegese des Pentateuch (Genesis 1–11) und der exilisch-nachexilischen Schriftprophetie (Tritojesaja).